# Autostrada A2 (Italia, 1962-1988)
L'autostrada A2 Roma-Napoli è il nome con cui, fino al 1988, fu noto il tronco dell'Autostrada del Sole (attuale A1) tra Roma e Napoli. Il suo percorso era quello dell'attuale diramazione dell'A1 Roma sud e dalla continuazione verso sud dell'A1 a partire da quest'ultima diramazione.
Lunga 202 km, fu chiamata A2 dal periodo della sua costruzione (anni 1956-1964) fino al 21 luglio 1988, quando fu ultimata la bretella di connessione diretta tra i due tronchi autostradali un tempo separati (la A1 da Milano a Roma e la citata A2 da Roma a Napoli) e la conseguente ridenominazione di tutto il tratto in A1 Milano-Napoli.
Tale collegamento diretto permette di evitare il Grande Raccordo Anulare di Roma (l'autostrada A90) ed a seguito di questa unione si è creato l'itinerario autostradale unico Milano-Napoli denominato A1.

## Autostrada del Mediterraneo (2017)
Il 22 dicembre 2016 Anas annunciò che l'autostrada A3, nella tratta di sua competenza (Salerno-Reggio Calabria), assieme a un tratto del RA2, avrebbe cambiato denominazione in A2, autostrada del Mediterraneo e tale denominazione inizialmente annunciata è entrata ufficialmente in vigore tramite un decreto ministeriale il 13 giugno 2017.